# Torre dell'Orologio (Cinigiano)
La Torre dell'Orologio è la torre civica di Cinigiano. La sua ubicazione è nella centralissima Piazza Marconi, di fronte al pozzo-cisterna.

## Storia
La struttura architettonica fu realizzata verso la metà dell'Ottocento in stile neoromanico nel luogo in cui sorgeva il preesistente palazzo civico di origini medievali, che fu demolito durante i lavori di riqualificazione del centro storico.

## Descrizione
La Torre dell'Orologio si presenta a sezione quadrata, con strutture murarie in laterizi. Ripartita in due ordini, presenta una piccola apertura circolare su ogni lato alla sommità dell'ordine inferiore, mentre l'orologio di forma circolare, che le conferisce la denominazione, è collocato sul lato che si affaccia verso la piazza, in posizione intermedia lungo l'ordine superiore. Nella parte alta, la torre culmina con un coronamento sommitale ad archetti ciechi a tutto sesto, sul quale trova appoggio la merlatura sommitale che racchiude il ballatoio ove è collocata la campana.
Nell'insieme, la torre si ispira alla nota Torre del Mangia di Siena, della quale imita vagamente alcuni elementi stilistici.